# 24-Hidroksiholesterol 7α-hidroksilaza
24-Hidroksiholesterol 7α-hidroksilaza (EC 1.14.13.99, 24-hidroksiholesterol 7alfa-monooksigenaza, CYP39A1, CYP39A1 oksisterol 7alfa-hidroksilaza) je enzim sa sistematskim imenom (24R)-holest-5-en-3beta,24-diol,NADPH:kiseonik oksidoreduktaza (7alfa-hidroksilacija). Ovaj enzim katalizuje sledeću hemijsku reakciju
(24)-holest-5-en-3beta,24-diol + NADPH + H+ + O2 {\displaystyle \rightleftharpoons } (24)-holest-5-en-3beta,7alfa,24-triol + NADP+ +2O
Ovaj enzim je hem-tiolatni protein (P-450). On je prisutan u mikrozomima jetre i u cilijarnom nepigmentnom epitelijumu.

## Literatura
- Nicholas C. Price; Lewis Stevens (1999). Fundamentals of Enzymology: The Cell and Molecular Biology of Catalytic Proteins (Third изд.). USA: Oxford University Press. ISBN 019850229X.
- Eric J. Toone (2006). Advances in Enzymology and Related Areas of Molecular Biology, Protein Evolution (Volume 75 изд.). Wiley-Interscience. ISBN 0471205036.
- Branden C; Tooze J. Introduction to Protein Structure. New York, NY: Garland Publishing. ISBN 0-8153-2305-0.
- Irwin H. Segel. Enzyme Kinetics: Behavior and Analysis of Rapid Equilibrium and Steady-State Enzyme Systems (Book 44 изд.). Wiley Classics Library. ISBN 0471303097.
- William P. Jencks (1987). Catalysis in Chemistry and Enzymology. Dover Publications. ISBN 0486654605.

## Spoljašnje veze
- 24-hydroxycholesterol+7alpha-hydroxylase на 